# Abdoulaye Dabo
Abdoulaye Dabo (Nantes, 4 de marzo de 2001) es un futbolista francés que juega de centrocampista.

## Trayectoria
Dabo firmó su primer contrato como profesional en 2017, con el F. C. Nantes. Debutó como profesional el 11 de agosto de 2018, en la Ligue 1, frente al A. S. Monaco. Jugó otro partido más esa temporada, no volviendo a tener más presencia en el primer equipo hasta su marcha definitiva el 31 de enero de 2022 al Olympiacos de El Pireo. Un año después de su llegada fue prestado al Levadiakos F. C. antes de irse definitivamente en agosto de 2023 al Adanaspor.

## Selección nacional
Dabo fue internacional sub-16, sub-17 y sub-18 con la selección de fútbol de Francia.

## Clubes
| Club                           | País    | Año       |
| ------------------------------ | ------- | --------- |
| F. C. Nantes "II"              | Francia | 2018-2022 |
| Juventus F. C. sub-23 (cedido) | Italia  | 2021      |
| Olympiacos de El Pireo         | Grecia  | 2022-2023 |
| Levadiakos F. C. (cedido)      | Grecia  | 2023      |
| Adanaspor                      | Turquía | 2023-2025 |

## Palmarés

### Títulos nacionales
| Título              | Club                   | País   | Año  |
| ------------------- | ---------------------- | ------ | ---- |
| Superliga de Grecia | Olympiacos de El Pireo | Grecia | 2022 |